# Lansing
Lansing ist die Hauptstadt des US-Bundesstaats Michigan. Das U.S. Census Bureau hat bei der Volkszählung 2020 eine Einwohnerzahl von 112.644 ermittelt.

## Geographie
Lansing liegt im Ingham County südlich der Mitte von Michigan an der Mündung Red Cedar River in den Grand River. Die Landschaft ist flach, wenig bewaldet und von Landwirtschaft geprägt.
Lansing ist die einzige Hauptstadt innerhalb der Vereinigten Staaten, die nicht Sitz des Countys ist, in dem sie liegt.
Die Innenstadt ist schachbrettartig gegliedert, das Stadtbild ist durch einige Wolkenkratzer und ein Finanzviertel bestimmt.

## Geschichte
Die Stämme der Ottawa, Potawatomi und Ojibway (Anishinabe) lebten ursprünglich im Gebiet von Lansing. Im Jahr 1847 wurde die Hauptstadt Michigans von Detroit in das wilde Landesinnere verlegt. Der Ort wurde ursprünglich Michigan, Michigan genannt und dann in Lansing, Michigan umbenannt, nach der Herkunft vieler Siedler aus Lansing, New York. Zu diesem Zeitpunkt befanden sich an dem Ort lediglich ein Blockhaus und eine Sägemühle. Nach Errichtung der Ortschaft wurden 1857 die Stadtrechte verliehen.
Ransom Eli Olds und Frank G. Clark gründeten ein Automobilwerk und bauten den ersten Oldsmobile. Das Werk existiert als General Motors’ Lansing Grand River Assembly bis heute.

## Kultur und Sehenswürdigkeiten
- Michigan State Capitol, errichtet 1873–1879
- African World Museum
- R. E. Olds Transportation Museum, mit dem ersten Oldsmobile von 1897
- W.J. Beal Botanischer Garten, ältester seiner Art in den USA von 1873
- Lansing ist Sitz des Bistums Lansing.

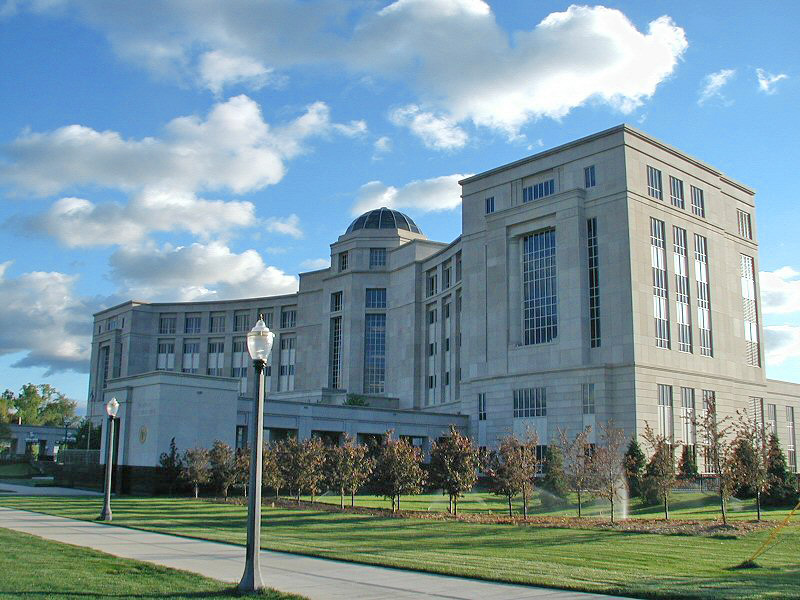
Michigan Hall of Justice, Sitz des Supreme Courts von Michigan.

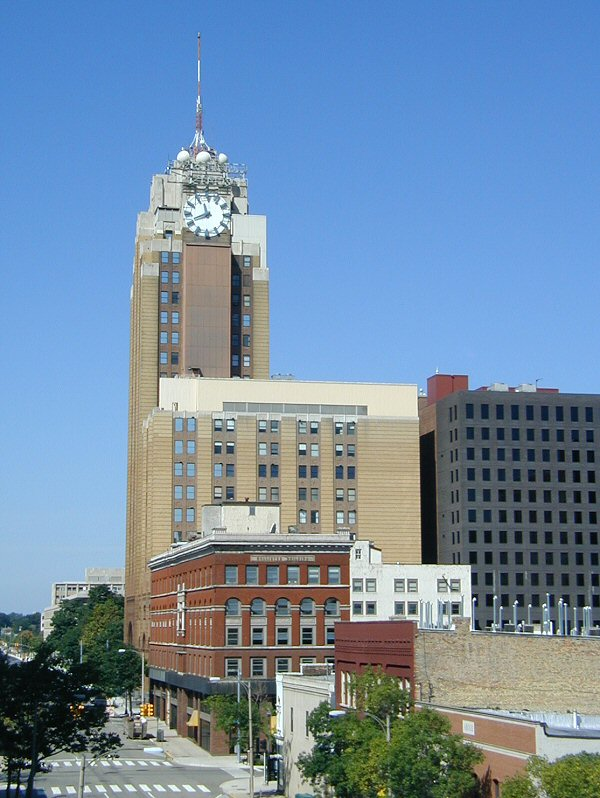
Der Capital Bank Tower ist einer von 31 Einträgen der Stadt im NRHP.

In Lansing liegt mit dem Michigan State Capitol eine National Historic Landmark. 31 Bauwerke und Stätten der Stadt sind im National Register of Historic Places (NRHP) eingetragen (Stand 6. November 2018).

## Städtepartnerschaften
- Akuapim, Ghana
- Belmopan, Belize
- Guadalajara, Mexiko
- Ōtsu, Japan
- Sankt Petersburg, Russland
- Saltillo, Mexiko
- Sanming, China
- Pianezza, Italien

Befreundete Städte:
- Cosenza, Italien
- Lanzhou, China
- Sakaide, Japan

## Bildung
Die Michigan State University befindet sich am Red Cedar River in East Lansing.
Sie hat eines der besten Ringer-Teams in den USA.

## Söhne und Töchter der Stadt
- John Munroe Longyear (1850–1922), Holzbauunternehmer
- Ray Stannard Baker (1870–1946), Autor und Journalist
- Claude E. Cady (1878–1953), Politiker
- Frances Farrand Dodge (1878–1969), Malerin
- Roy D. Chapin (1880–1936), Unternehmer und Politiker
- Eric DeLamarter (1880–1953), Komponist
- Carl Benton Reid (1893–1973), Schauspieler
- Frederic C. Lane (1900–1984), Wirtschaftshistoriker (Republik Venedig)
- Fred Alderman (1905–1998), Sprinter und Olympiasieger
- Harold R. Collier (1915–2006), Politiker
- Big Nick Nicholas (1922–1997), Jazzmusiker
- Edward George Farhat (1924–2003), Profi-Wrestler
- Brad Phillips (1925–2009), Politiker
- Bethany Beardslee (* 1927), Konzert- und Opernsängerin
- Suzanne Toolan (* 1927), Lehrerin, Musikerin und Komponistin
- Jonathan Farwell (* 1932), Filmschauspieler
- J. Hunter Holly (1932–1982), Science-Fiction-Autorin
- Tony Earl (1936–2023), Politiker
- Dick Hyde (1936–2019), Jazz- und Studiomusiker
- Burt Reynolds (1936–2018), Filmschauspieler
- George L. Siscoe (1937–2022), Physiker und emeritierter Professor für Weltraumphysik
- Gary Starkweather (1938–2019), Ingenieur und Erfinder
- Bob Kindred (1940–2016), Jazzmusiker
- Alexei Panshin (1940–2022), Science-Fiction-Autor und -Kritiker
- Lebbeus Woods (1940–2012), Architekt und Hochschullehrer
- Donald Keck (* 1941), Physiker und Lichtwellenleiter-Pionier
- David N. Cutler (* 1942), Softwaretechniker
- Susan Montgomery (* 1943), Mathematikerin
- Robert Holmes Bell (1944–2023), Jurist
- Robert Knapp (1946–2023), Historiker
- Nancy H. Rogers (* 1948), Juristin und Politikerin
- Timothy Patrick Barrus (* 1950), Schriftsteller
- Paul Gentilozzi (* 1950), Autorennfahrer und Rennstallbesitzer
- John Hughes (1950–2009), Filmregisseur, -produzent und Drehbuchautor
- Thom Hartmann (* 1951), Journalist, Autor und Radiomoderator
- Andrew Beal (* 1952), Unternehmer
- Steven Seagal (* 1952), Filmschauspieler
- Cary Adgate (* 1953), Skirennläufer
- William Malone (* 1953), Regisseur von Horrorfilmen
- Barbara de Koy (* 1954), Schauspielerin
- Tom Price (* 1954), Politiker
- Alice Cook (* 1955), Eiskunstläuferin
- Terry Date (* 1956), Musikproduzent
- John Adrian Delaney (* 1956), Politiker
- Timothy Busfield (* 1957), Schauspieler
- Magic Johnson (* 1959), Basketballspieler
- Lori Garver (* 1961), stellvertretende Leiterin der NASA
- Kelly Miller (* 1963), Eishockeyspieler und -trainer
- Ioannis Koufis (* 1965), amerikanisch-griechischer Eishockeyspieler
- Kevin Miller (* 1965), Eishockeyspieler
- Bion Tsang (* 1967), Cellist
- Tim Kane (* 1968), Offizier, Ökonom und Publizist
- Kip Miller (* 1969), Eishockeyspieler
- Matthew Lillard (* 1970), Schauspieler
- Tommie Boyd (* 1971), Footballspieler
- Gretchen Whitmer (* 1971), Politikerin
- Susan May Pratt (* 1974), Schauspielerin
- Ryan Devlin (* 1980), Schauspieler
- Lawrence Leathers (1981–2019), Jazzmusiker (Schlagzeug)
- Marcus Taylor (* 1981), Basketballspieler
- Corey Potter (* 1984), Eishockeyspieler
- Drew Stanton (* 1984), Footballspieler
- Dash Dudley (* 1986), Pokerspieler
- Abigail Mason (* 1989), Theater- und Filmschauspielerin sowie Musicaldarstellerin
- Ra’Shede Hageman (* 1990), Footballspieler
- Josh Lambo (* 1990), Fußballspieler und American-Football-Spieler
- Madison Hubbell (* 1991), Eistänzerin
- Ahney Her (* 1992), Schauspielerin
- Billy Strings (* 1992), Musiker
- Denzel Valentine (* 1993), Basketballspieler
- Taylor Moton (* 1994), Footballspieler
- Chioma Onyekwere (* 1994), nigerianische Diskuswerferin und Kugelstoßerin
- DeJuan Jones (* 1997), Fußballspieler